# Tasker Howard Bliss
Tasker Howard Bliss est un général américain né le 31 décembre 1853 à Lewisburg (Pennsylvanie) et décédé le 9 novembre 1930 à Washington (district de Columbia).

## Biographie

### Jeunesse
Tasker Howard Bliss est né le 31 décembre 1853 à Lewisburg, Pennsylvanie, de George Ripley Bliss et Mary Ann (née Raymond) Bliss. Il étudie à l'Université de Bucknell pendant un an avant d'entrer dans la United States Military Academy (USMA) à West Point, New York. À l'USMA, il excellait dans les langues, les mathématiques et les tactiques et a obtenu son brevet le 16 juin 1875.

### Carrière
Il commence sa carrière comme second lieutenant dans l'artillerie dans une garnison en Géorgie et à New York. Le 14 septembre 1876, il a été nommé à l'académie militaire de West Point (USMA) en tant que professeur de français jusqu'en 1882. À l'USMA, il est promu au 1er lieutenant.
Bliss épouse Aliénor E. Anderson, le 24 mai 1882. En 1882, il a été affecté à Fort Mason, en Californie et à Fort Monroe, Virginie. Leur premier enfant, Eleanor est née en janvier 1884. En 1885, il devient instructeur au Naval War College, où il fut envoyé en Angleterre, en Allemagne et en France pour étudier leurs écoles militaires. Le but du voyage était de déterminer si aux États-Unis l'enseignement des écoles militaires étaient similaire et pertinente. Il retourne aux États-Unis le 16 mai 1888, il est affecté comme l'aide-de camp de l'armée américaine du commandant général John Schofield. Son fils Edward est né en juin 1892.
Le 20 décembre 1892, alors aide-de-camp, il est promu au grade de capitaine. Le 26 septembre 1895, il est affecté au poste à l'Office du Secrétaire de la Guerre. Le 4 mars 1897, il est affecté en tant que quartier-maître et de commissaire à Fort Monroe, en Virginie. Le 2 juillet 1897, il est envoyé en Espagne comme l'Attaché militaire à la légation des États-Unis. Lorsque la guerre fut déclarée entre l'Espagne et les États-Unis, le capitaine Bliss a été condamnée à retourner aux États-Unis, via Paris, en France, le 21 avril 1898.

### Guerre hispano-américaine
Le 30 avril 1898, Bliss est promu au grade de major et le 9 mai lieutenant-colonel et chef de la subsistance, chez les bénévoles des États-Unis. Le 23 mai 1898, lieutenant-colonel Bliss est affecté à la 6e corps d'armée comme commissaire en chef, puis le 20 juillet 1898 au Camp George H. Tomas, à Chickamauga, en Géorgie. Bliss arrive à Ponce, Porto Rico au début août, il est nommé comme chef d'état-major de la 1re Division et devient commissaire en chef du Corps de l'Armée.

### Première Guerre mondiale
Le 13 février 1915 Bliss devient major général en tant que chef adjoint d'état-major d'armée. Il est promu au grade de major général de l'armée américaine le 20 novembre 1915 et général le 6 octobre 1917. Le 17 novembre 1917, il a été affecté en tant que représentant militaire américain permanent, Conseil suprême de guerre, en même temps comme chef de l'armée américaine.
Le général Bliss a été contraint à l'abandon en raison de limites d'âge, 31 décembre 1917, mais par ordre du président américain Woodrow Wilson, a été rappelé au service actif le 1er janvier 1918 et envoyé à Versailles, France, 23 janvier, afin de mieux s'acquitter de ses fonctions aux Conseil suprême de guerre. C'est à Versailles que le général Mordacq convainc le général Bliss de soutenir auprès du Président Woodrow Wilson le commandement unique du général Foch. Bliss fut, selon Mordacq, « un grand soldat et un ami loyal de la France ». Il a été relevé de l'armée américaine le 19 mai 1918. Après la signature de l'armistice mettant fin à la Première Guerre mondiale, le 11 novembre 1918, le général Bliss est resté au Conseil suprême de guerre, et a participé à la Conférence de paix de Paris.

### Mort
Il meurt le 9 novembre 1930 à Washington, D.C. et est inhumé au cimetière national d'Arlington.

## Dates et rangs
| Rank               | Date             | Component     |
| ------------------ | ---------------- | ------------- |
| Second Lieutenant  | 16 juin 1875     | Regular Army  |
| premier Lieutenant | 1er juillet 1880 | Regular Army  |
| Capitaine          | 20 décembre 1892 | Regular Army  |
| Major              | 30 avril 1898    | Regular Army  |
| Lieutenant Colonel | 9 mai 1898       | Volontaires   |
| Lieutenant Colonel | 13 juin 1899     | Regular Army  |
| Général de brigade | 26 avril 1901    | Volontaires   |
| Général de brigade | 21 juillet 1902  | Regular Army  |
| Major Général      | 20 novembre 1915 | Regular Army  |
| Général            | 6 octobre 1917   | National Army |

## Décorations
- Army Distinguished Service Medal
- World War I Victory Medal

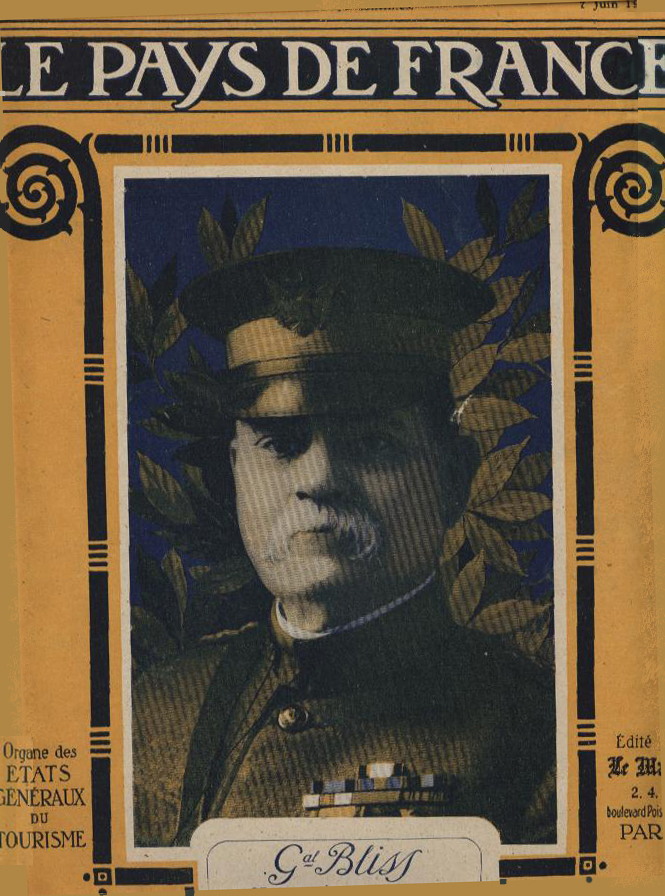
Le général Bliss en couverture du magazine Le Pays de France.

- Chevalier grand-croix de l'ordre de Saint-Michel et Saint-Georges (Royaume-Uni)
- Grand-croix de la Légion d'honneur (France)
- Grand-croix de l'ordre de la Couronne (Belgique)
- Grand-croix de l'ordre des Saints-Maurice-et-Lazare (Italie)
- War Cross (Italie)
- Grand cordon de l'ordre du Soleil levant (Japon)
- Grand-croix de l'ordre Polonia Restituta (Pologne)